# Uetterath
Uetterath ist ein Stadtteil von Heinsberg in Nordrhein-Westfalen.

## Geografie
Uetterath grenzt im Norden an den Weiler Herb, im Osten an Horst (Heinsberg) und Randerath und im Süden an die zu Uetterath gehörenden Weiler Berg und Baumen. Im Westen verläuft die Bundesstraße 221, an deren Kreuzung die kleinere Siedlung Blauenstein (ebenfalls zu Uetterath gehörend) liegt.

## Geschichte

### Dorfgeschichte
Uetterath ist ein Dorf südlich von Dremmen. Zu Uetterath gehören die kleineren Siedlungen bzw. Weiler Baumen, Berg, Blauenstein, Donselen als auch der mittlerweile mit Uetterath zusammengewachsene Weiler Nygen. Der Ausgangspunkt der damaligen Rodung liegt im Dunklen. Im 14. Jahrhundert war ein Hof, der in Uetterath lag, in Besitz des Roermonder Kreuzherrenklosters.

### Bevölkerungsentwicklung
| 2010 | 2011 | 2012 | 2013 | 2014 | 2015 | 2019 |
| 373  | 374  | 368  | 364  | 359  | 357  | 371  |

### Pfarre St. Mariae Himmelfahrt

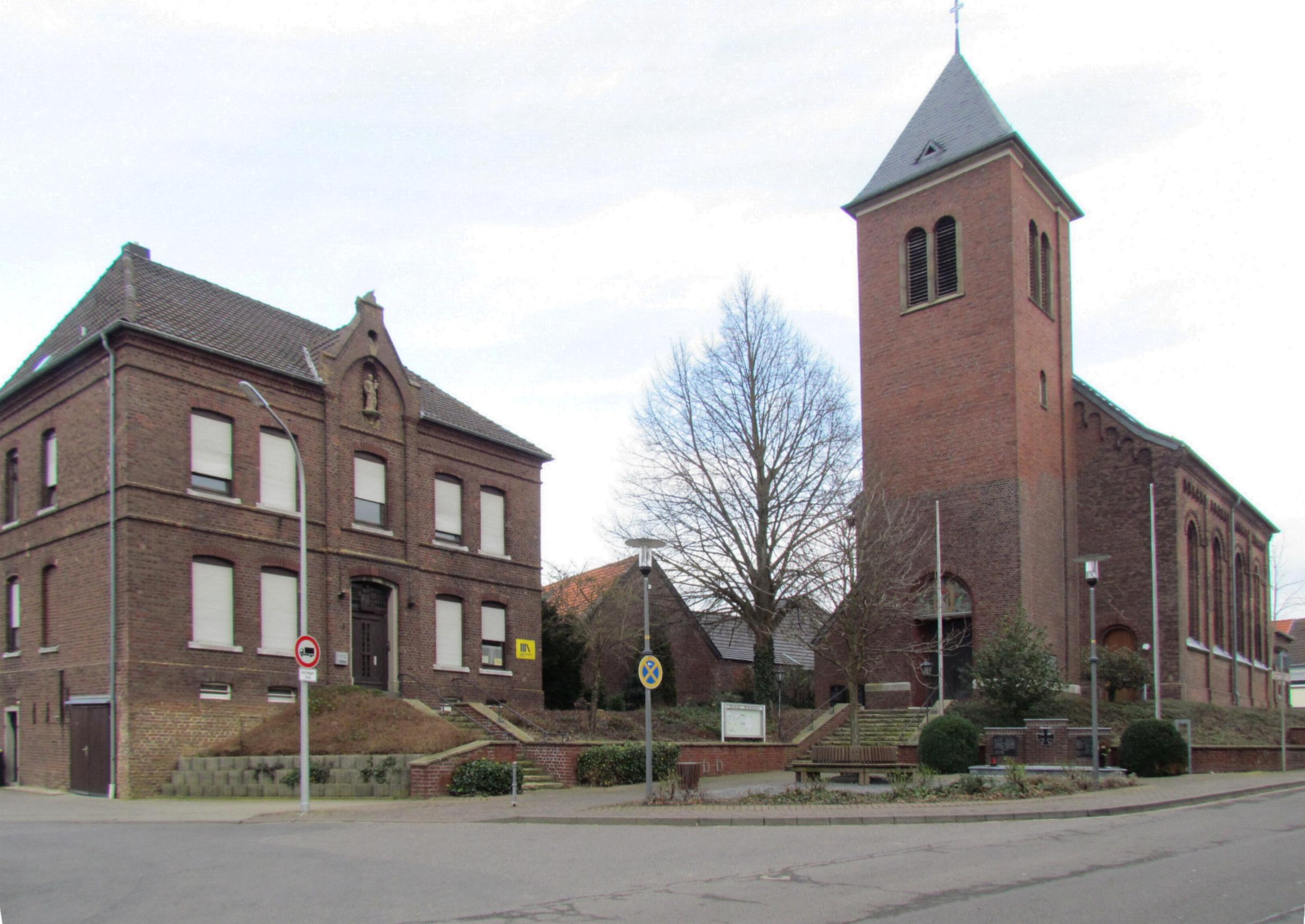
Kirche St. Mariä Himmelfahrt in Uetterath

Im 15. Jahrhundert wurde eine Kapelle erwähnt, diese kann auch schon im 14. Jahrhundert existiert haben. 1804 wurde die Kirche in Uetterath zu Dremmen erhoben.
Der heutige Kirchenbau St. Mariä Himmelfahrt wurde 1883 errichtet, nach einem Entwurf von Heinrich Ferdinand Mergard. Der Kirchturm wurde im Zweiten Weltkrieg zerstört und Anfang der 1950er neu errichtet. In der Kirche befinden sich die Uetterather Madonna aus dem 15. Jahrhundert und eine Glocke von 1441.
Neben der Kirche ist das Pfarrhaus. Dieses wurde 1896 errichtet und steht ebenfalls, wie die Kirche, unter Denkmalschutz.

## Sehenswürdigkeiten
- Kirche Sankt Mariae Himmelfahrt
- Pfarrhaus

## Verkehr
Die AVV-Buslinien 410 und 492 der WestVerkehr verbinden Uetterath wochentags mit Heinsberg, Hückelhoven, Erkelenz und Lindern. Abends und am Wochenende kann der MultiBus angefordert werden.
| Linie | Verlauf |
| ----- | --- |
| 410   | (Oberbruch Schulzentrum – Unterbruch –) Heinsberg Busbf – Heinsberg AOK – (Schleiden – Uetterath – Rischden) / (Aphoven – Scheifendahl – Straeten – Waldenrath – Tripsrath – Hochheid) – (Bauchem – Geilenkirchen Schulzentrum – Bauchem –) Geilenkirchen Bf |
| 492   | (Oberbruch –) Dremmen Bf – Uetterath – Randerath Bf – Himmerich – Hilfarth |

## Die Weiler um Uetterath

### Berg
Berg liegt südöstlich von Uetterath, abseits an der Straße nach Randerath. Der Hof Bergh wurde im 14. Jahrhundert erwähnt als Heinsberger Lehenhof. Um den Hof gruppierten sich noch einige andere Höfe. Unter Denkmalschutz steht ein einfaches Holzkreuz östlich der Ortslage aus dem 19. Jahrhundert.

### Nygen
Nygen ist mit Uetterath heute stark verwachsen. Ursprünglich war Nygen eine eigene Siedlung. Im Ort steht eine Muttergotteskapelle, welche 1927 errichtet wurde.

### Blauenstein
Die kleinere Siedlung liegt an der Bundesstraße 221. Diese verlief schon im Mittelalter zwischen Geilenkirchen und Heinsberg. Die Siedlung bildete sich wohl an der Kreuzung der Straße nach Uetterath.

### Baumen
Der Weiler Baumen liegt südlich von Berg im freien Feld. Er liegt nahe an der Stadtgrenze zu Geilenkirchen. Die Lage der Siedlung spricht für einen Weiler mit landwirtschaftlicher Bedeutung.